# راب پادرو
راب پادرو (انگلیسی: Rob Pardo؛ زادهٔ ۹ ژوئن ۱۹۷۰) یک طراح بازی‌های ویدیویی اهل آمریکا است.  او مدیر ارشد سابق بخش خلاقیت در بلیزارد اینترتینمنت بود، که در ۳ ژوئیه ۲۰۱۴ استعفا داد.  او قبلاً معاون اجرایی طراحی بازی در بلیزارد انترتینمنت و قبل از آن طراح اصلی وارکرافت نیز بود.  در سال ۲۰۰۶، او توسط مجله تایم به عنوان یکی از ۱۰۰ فرد تأثیرگذار در جهان معرفی شد.
راب در سال ۲۰۱۶  استودیوی بون فایر را تأسیس کرد و توانست ۲۵ میلیون دلار از آندرسن هوروویتز و رایت گیمز درآمدزایی کند.

## بازی‌ها
بازی‌هایی که راب در طراحی آنهانقش داشته است عبارت‌اند از:
(طراح اصلی)
- World of Warcraft: The Burning Crusade
- World of Warcraft
- Warcraft III: The Frozen Throne
- Warcraft III: Reign of Chaos
- StarCraft: Brood War

(طراح)
- World of Warcraft: Warlords of Draenor
- Diablo II
- Diablo III
- StarCraft
- Warcraft II: Battle.net Edition

(تهیه کننده)
- Mortal Kombat Trilogy
- Tempest X3
- Whiplash

(تهیه کننده اجرایی)
- Diablo III